# Diecezja Drezna-Miśni

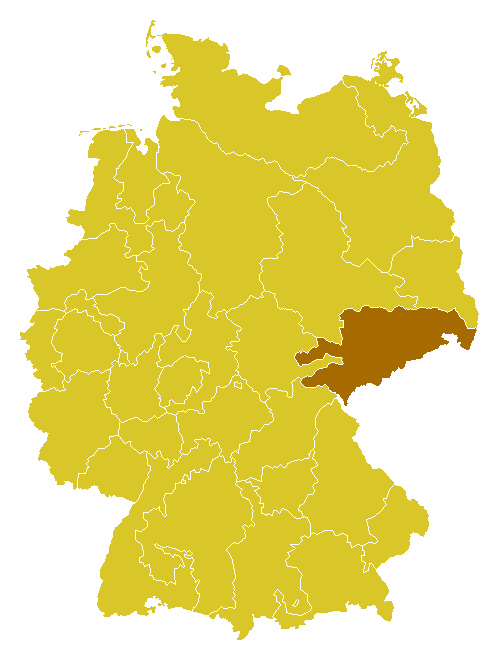
Obecne granice diecezji Drezna-Miśni

Diecezja Drezna-Miśni (łac. Dioecesis Dresdensis-Misnensis; niem. Bistum Dresden-Meißen) – katolicka diecezja niemiecka położona w południowo-wschodniej części kraju, obejmująca swoim zasięgiem większość landu Saksonia oraz skrawki Turyngii. Siedziba biskupa znajduje się w katedrze Świętej Trójcy w Dreźnie.

## Historia
W 968 na obszarze Marchii Miśnieńskiej została założona diecezja, której celem była chrystianizacja Serbów łużyckich. Pod koniec XVI wieku biskupstwo zostało zlikwidowane.
Po jego likwidacji w miejsce katolickiej diecezji utworzono miśnieńską administraturę apostolską z siedzibą w Budziszynie (1567–1921) oraz saksoński wikariat apostolski z siedzibą w Dreźnie (1743–1921).
W 1921 papież Benedykt XV połączył obie jednostki podziału terytorialnego kościoła katolickiego tworząc w ich miejsce diecezję miśnieńską ze stolicą w Budziszynie. W 1979 stolica diecezji została przeniesiona do Drezna, a biskupstwo przemianowano na diecezję Drezna-Miśni.
27 czerwca 1994 bullą papieską Jana Pawła II Certiori Christifidelium została ona podporządkowana nowo powstałej metropolii Berlina.

## Biskupi
- Biskup diecezjalny: Heinrich Timmerevers
- Biskup senior: Joachim Reinelt

## Główne kościoły
- Katedra Świętej Trójcy w Dreźnie
- Konkatedra św. Piotra w Budziszynie

## Podział administracyjny
Diecezja Drezna-Miśni składa się z 9 dekanatów:
- Budziszyn
- Chemnitz
- Drezno
- Gera
- Lipsk
- Miśnia
- Plauen
- Żytawa
- Zwickau

## Patroni
- Święty Benon z Miśni